# Bituminaria
Bituminaria és un petit gènere de plantes herbàcies dins la família Fabaceae.

## Taxonomia
- Bituminaria acaulis
- Bituminaria bituminosa
- Bituminaria morisiana[1]